# Fredrika Bremer
Fredrika Bremer (Åbo, Zweden, nu Turku, Finland, 17 augustus 1801 - Slot Årsta, nabij Stockholm, 31 december 1865) was een Zweeds schrijfster en voorvechtster van vrouwenrechten.

## Leven en werk
Bremer werd geboren in een vermogende koopmansfamilie. Ze kreeg een strenge, conventionele, op het huwelijk gerichte opvoeding en voelde zich als kind vaak eenzaam, opgesloten en nerveus. Als jong meisje was ze vaak ziek en doorleefde ze diverse depressies, die ze te boven kwam door filantropisch werk. Door haar vriendschap met de Engelsman Frances Lewin raakte ze geïnteresseerd in filosofie, in het bijzonder in het utilitarisme van Jeremy Bentham, James Mill en John Stuart Mill, hetgeen de basis zou vormen voor haar latere liberale opvattingen. In 1831 trad ze in de leer bij de Christelijke mysticus Per Johan Böklin, die haar bekend maakte met klassieke schrijvers Johann Gottfried von Herder en Friedrich von Schiller, maar ook met de toen in Zweden opkomende romantiek.
Bremer begon haar schrijversloopbaan met romantisch-humoristische schetsen uit het leven van alledag, maar maakte vooral naam met een aantal familieromans, in het bijzonder Grannarne (1837, in 1842 vertaald in het Nederlands als De buren) en Hemmet (1839, in 1841 vertaald als Huiselijk geluk en huiselijk leed). Het zijn realistische milieuschilderingen, geschreven met scherp psychologisch inzicht en een duidelijk romantische inslag, in de stijl van Jane Austen. Personages en gebeurtenissen werden vaak ontleend aan haar eigen familieleven.
Bremers latere romans kenmerken zich door een sterk politiek en maatschappelijk engagement, maar worden artistiek doorgaans wat minder hoog aangeslagen. Personages werden steeds vaker gepersonifieerde ideeën. Ze strijdt tegen allerlei onrecht en wordt vooral bekend als voorvechtster van vrouwenrechten. Haar tendensroman Hertha had grote invloed op de vrouwenemancipatie in Zweden. Tussen 1849 en 1881 maakte ze reizen naar Noord-Amerika, Zuid-Europa en het Midden-Oosten, hetgeen diverse reisbeschrijvingen opleverde, vaak in briefvorm.
Bremer overleed in 1865 op 64-jarige leeftijd. Ze bleef ongehuwd. Haar emancipatorische ideeën vormden het uitgangspunt voor het in 1884 opgerichte Fredrika-Bremer-Förbundet, een vereniging die aan de wieg stond van de Zweedse vrouwenbeweging.

## Bibliografie (selectie)

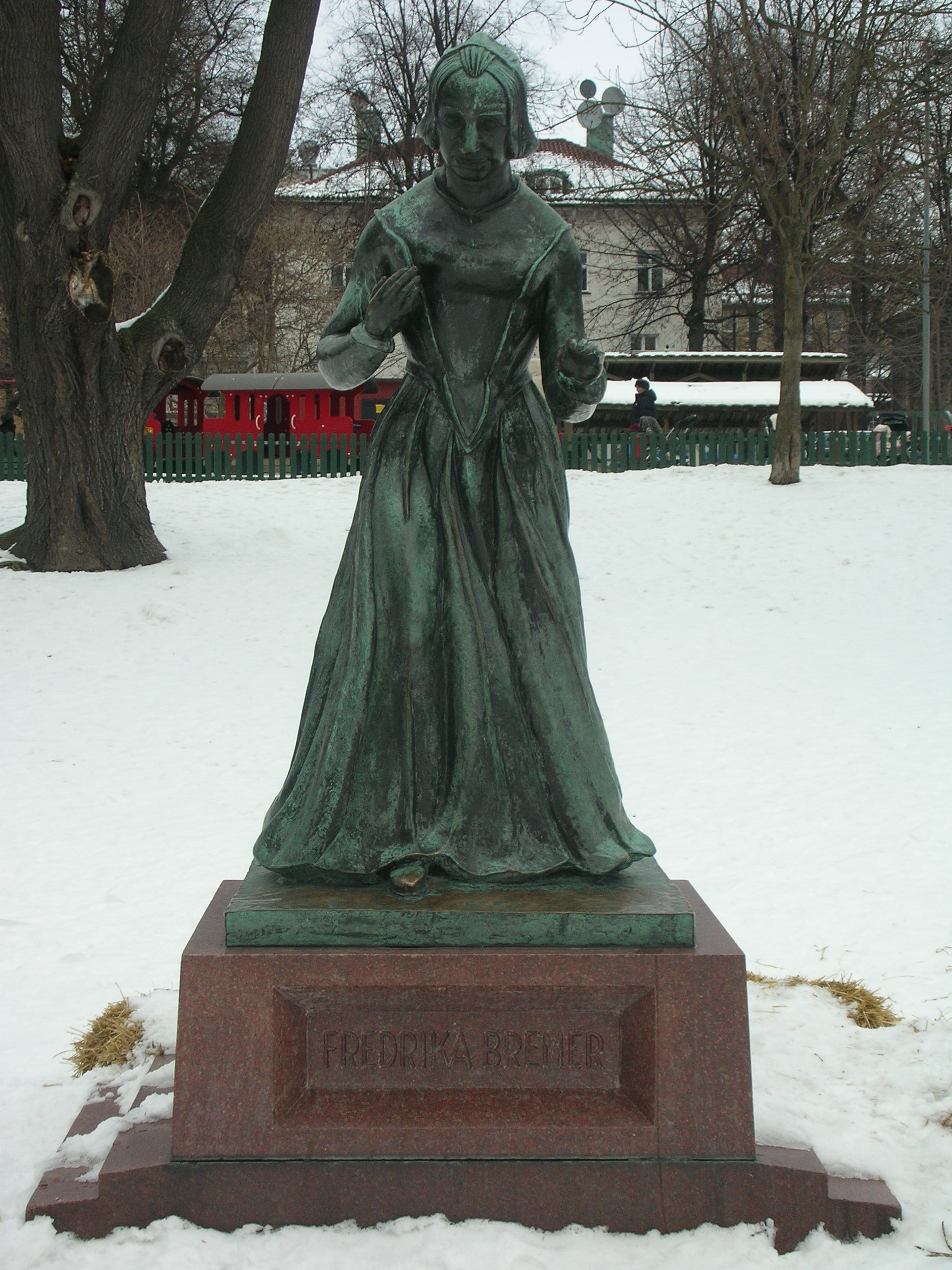
Standbeeld van Bremer in de Humlegården, stadspark te Stockholm